# Disney's BoardWalk Resort
Le Disney's BoardWalk Resort est un complexe hôtelier de Walt Disney World Resort composé de deux parties : le Disney's BoardWalk Inn dans la catégorie Deluxe Hotel et le Disney's Boardwalk Villas, dans la catégorie Disney Vacation Club. Le rez-de-chaussée est constitué d'un centre commercial et de divertissements, le Disney's BoardWalk.
Il a été ouvert le 1er juillet 1996 sur la rive sud de Crescent Lake face au Disney's Yacht & Beach Club Resort et compte 378 chambres et 583 villas. Il occupe un site de plus de 18 ha entre Epcot (est), les Disney-MGM Studios (sud), les Walt Disney World Dolphin & Swan.
L'ensemble hôtelier de même que le Disney's Yacht & Beach Club Resort est l'œuvre de l'architecte Robert AM Stern.

## Le thème
Le complexe hôtelier évoque avec son fronton maritime, une station balnéaire de la côte est des États-Unis, principalement de la Nouvelle-Angleterre dans les années 1920-1930.

L'époque est plus joyeuse, les fameuses années folles: les gens veulent, en  se divertissant, oublier la Première Guerre mondiale.

L’hôtel recrée l’ambiance d’un carnaval qui serait installé dans la ville de façon permanente (ce qui existé à Atlantic City).

Les couleurs sont beaucoup moins austères que le complexe hôtelier situé en face. Elles vont du blanc crème au rouge en passant par des jaunes, des bleus et des dorures.

## Les bâtiments
L’hôtel s'organise sur deux ailes autour d'une promenade en bois d'un bord de mer.
Il n’est composé que de trois bâtiments formant un arc de cercle autour de la rive sud du Crescent Lake :
- l'aile du Disney's BoardWalk Inn de cinq étages maximum avec une cour et le centre de congrès (côté parking)
- l'aile du Disney's Boardwalk Villas de cinq étages maximum avec ses trois cours donnant sur une rivière.
- et un bâtiment central de deux étages reliant les deux ailes, accueillant la réception et diverses activités.

L'entrée de l'hôtel se fait par le sud après avoir traversé les parkings et emprunté un pont enjambant un lac artificiel (construit spécialement pour donner l'illusion d'insularité). Ensuite on arrive devant la porte cochère du bâtiment de la réception.
Le bâtiment des villas forme trois cours, le long de la rivière rejoignant le parc Disney-MGM Studios. La cour centrale accueille le Luna Park tandis que celle au sud abrite une piscine et le pavillon du Community Hall. La cour la plus au nord permet de rejoindre grâce à deux chemins, les Walt Disney World Dolphin & Swan et le Disney's Yacht & Beach Club Resort, côté Yacht Club.

## Les services de l'hôtel

### Les chambres
Les chambres et suites du Disney's BoardWalk Inn sont spacieuses et décorées avec du bois chaud comme le rosier, des cartes postales de l'époque. Certaines suites sont sur deux niveaux.
- Les chambres peuvent accueillir au maximum 5 personnes. Elles comprennent une grande salle de bains, un espace de toilette séparé et un balcon lumineux. Les prix en 2005, d'après le site officiel, pour une nuit débutent à partir de :
  - 360 $ pour les chambres avec vue sur le Crescent Lake, une piscine ou les jardins
  - 289 $ pour les autres chambres dites normales
  - 505 $ pour une chambre normale avec une superficie plus importante pour 6 personnes (option Deluxe)
- Les suites peuvent accueillir de 4 à 8 personnes:
  - Suite Garden (545$) pour 4 avec une chambre, un convertible et une salle de bains.
  - Suite deux chambres (1 095 $) pour 6 ou 8 avec deux chambres, deux salles de bains un salon, un bar et un réfrigérateur
  - Suite Vice-présidentielle (1 520 $)  pour 6 avec deux chambres et deux salles de bains
  - Suite Présidentielle (1 765 $) pour 6 avec deux chambres et deux salles de bains.

### Les villas duDisney Vacation Club
Les villas sont en réalité des appartements classés selon deux critères, la vue et le type. Les vues possibles sont celle sur les hôtels environnants (Preferred View) ou sans vue particulière autre que le parking ou l'hôtel lui-même (Standard View).
Pour l'autre critère, il existe le type studio avec un lit, un convertible dans le salon et une kitchenette. Un micro-onde, une machine à café et un réfrigérateur sont à votre disposition dans le coin cuisine.
- Le type studio permet d'accueillir jusqu'à 4 personnes à partir de 289 $.

Il est aussi possible d'avoir des appartements avec une, deux ou  trois chambre(s) et une salle à manger pour jusqu'à 8 personnes. Ces derniers proposent une vraie cuisine, une baignoire à bulles et un magnétoscope.
- La version une chambre pour 4 est à partir 390 $
- La version deux chambres pour 8 est à partir de 545 $.
- La version deux chambres pour 12 est à partir de 1 320 $.

### Les restaurants et bars
Voir le centre de divertissements Disney's BoardWalk.
- Leaping Horse Libations est un bar situé à côté de la piscine du Luna Park

### Les boutiques
Voir le centre de divertissements Disney's BoardWalk

### Les activités possibles
- Le Luna Park est un mini-parc aquatique avec un toboggan de 66 m de long baptisé Keister Coaster qui prend la forme d'un circuit de montagnes russes en bois se terminant par une tête de clown, bouche ouverte.
- Les petites piscines avec chacune un bain bouillonnant.
  - située dans la cour du Disney's BoardWalk Inn
  - située dans la cour sud du Disney's Boardwalk Villas
- Le Community Hall est un bâtiment hébergeant les locations de vélos d'équipements sportifs entre autres pour le tennis, le criquet, le ping-pong (dont les tables), le badminton ou la pêche. Une bibliothèque et une médiathèque sont aussi à la disposition des résidents.
- Deux terrains de tennis éclairés sont disponibles à proximité du parking à l'extrémité sud des villas.

Voir aussi le centre de divertissements Disney's BoardWalk.

### Le centre de congrès
L'hôtel comprend un centre de congrès modulable de 2 000 m². L'entrée peut se faire par le grand foyer ou les deux petits foyers aux extrémités est et ouest du couloir principal.
Il comprend :
- une grande salle, la Promenade Ballroom modulable en 8 pièces de 1000 m²
- une salle moyenne, le Marvin Gardens modulable en 4 pièces
- une petite salle, la St James modulable en 2 pièces
- une salle de réunion la Park Place Boardroom
- plusieurs salles de services

Des quais de déchargement et des couloirs de services sont disponibles pour faciliter les va-et-vient en coulisses.